# Aplocheilichthys rudolfianus
Aplocheilichthys rudolfianus är en fiskart som först beskrevs av Richard Dane Worthington 1932.  Aplocheilichthys rudolfianus ingår i släktet Aplocheilichthys och familjen Poeciliidae. IUCN kategoriserar arten globalt som livskraftig. Inga underarter finns listade i Catalogue of Life.